# Georges Naturel
Georges Naturel est un homme politique français, né le 21 novembre 1955 à Nouméa (Nouvelle-Calédonie). Il est maire de Dumbéa, commune de Nouvelle-Calédonie, du 21 mars 2008 au 12 octobre 2023, puis sénateur de la Nouvelle-Calédonie depuis le 2 octobre 2023.

## Carrière professionnelle
Ingénieur diplômé de l'École Nationale de la Météorologie, promotion 1981, il fait sa carrière comme cadre à Météo-France dont il devient directeur d'exploitation en Nouvelle-Calédonie. De 2003 à 2004, il est également directeur à la Direction des Infrastructures, de la Topographie et des Transports terrestres (DITT) de la Nouvelle-Calédonie.

## Engagement associatif
Georges Naturel a également consacré une grande partie de son temps aux actions associatives et bénévoles. On le retrouve dans des associations sportives, de parents d’élèves, dans la vie syndicale. En 1992, il participe à la fondation du club de natation de Dumbéa. Il deviendra, de 2004 à 2008, président de la Ligue Calédonienne de Natation.

## Engagement politique local
Installé depuis 1988 à Dumbéa, commune limitrophe du chef-lieu du territoire, et déjà membre depuis 1981 du principal parti anti-indépendantiste néo-calédonien, le RPCR, il s'investit très rapidement dans la vie associative et politique locale. En 1992, il est l'un des fondateurs du club de natation de Koutio, quartier de la banlieue proche nouméenne, et en sera le président de 1992 à 1999. Il est ensuite président de la ligue calédonienne de natation de 2004 à 2007.
Mais il devient surtout, dès les municipales de 1995, le chef de l'opposition RPCR au maire, lui aussi anti-indépendantiste mais s'étant mis en marge du principal parti loyaliste du territoire à partir de 1989, Bernard Marant, en place depuis 1983. Battu en 1995 et en 2001, sa position se renforce toutefois lors de cette dernière mandature. Il s'éloigne pendant un temps de la vie municipale, tout d'abord pour prendre en charge de manière éphémère le dossier de la Fonction publique et de la Simplification administrative dans le premier gouvernement local de Pierre Frogier du 9 août au 13 novembre 2002, puis pour prendre la direction de la DITTT. Avec cette nomination, il démissionne du conseil municipal et sa position dans la commune ne cesse de se renforcer. Il bénéficie notamment des ennuis judiciaires de son adversaire, le maire Bernard Marant étant condamné en mars 2005 à 6 mois de prison avec sursis pour « prise illégale d'intérêts » puis étant touché fin 2007 par ce qui fut appelé « l'affaire des vacataires » (la municipalité aurait ainsi employé depuis 2001 300 personnes sans les déclarer à la Caisse de compensation des prestations familiales, des accidents du travail et de prévoyance des travailleurs salariés CAFAT, la Sécurité sociale locale). De plus, une des élues de la majorité municipale, Muriel Malfar-Gogo part en dissidence pour dénoncer « la gestion très personnelle de la mairie » et monte ainsi sa propre liste aux élections municipales de 2008.
Lors des élections municipales suivantes, la liste Rassemblement-UMP de Georges Naturel arrive en tête du 1er tour des élections le 9 mars 2008, avec une avance de 805 voix sur le maire sortant et 43,21 % des suffrages. Au second tour le 16 mars 2008, malgré la fusion des listes de Bernard Marant (soutenu par l'Avenir ensemble) et de Muriel Malfar-Gogo, sa liste emporte une nette victoire avec 62,68 % des suffrages et près de 1 800 voix d'avance sur son adversaire, obtenant 29 sièges sur les 35 du conseil municipal. Il s'agit d'une importante victoire pour le Rassemblement-UMP, qui désormais contrôle trois des quatre communes les plus peuplées du Grand Nouméa (Nouméa, Mont-Dore et Dumbéa).
Depuis son entrée en fonction, il a participé à concrétiser plusieurs chantiers urbains initiés avant lui : il participe activement à la mission d'évaluation et d'orientation de la zone d'aménagement concerté (ZAC) de Dumbéa-sur-mer lancée par la Province Sud en 2010, et émet le permis de construire du Médipôle de Koutio le 14 juillet 2010. Il prend la présidence entre 2010 et 2015 du Syndicat intercommunal à vocation multiple (SIVM) du Grand Nouméa (SIGN), prenant ainsi la relève du maire de Nouméa Jean Lèques qui le dirigeait depuis sa création en 2005. Il mène ainsi à bien l'absorption des compétences des trois syndicats intercommunaux à vocation unique (SIVU) qui existaient jusque-là dans l'agglomération : ceux des eaux du Grand Nouméa (EGN) et du traitement des ordures ménagères (TOM) le 1er juillet 2010, tandis que le dernier, celui des transports scolaires (Transco) laisse la place à un syndicat mixte des transports urbains (SMTU) unissant le SIGN, les quatre communes le composant ainsi que la Province Sud à partir du 1er septembre 2010.
En neuvième position sur la liste Rassemblement-UMP emmenée par Pierre Frogier dans le Sud aux élections provinciales du 10 mai 2009, il est élu à l'Assemblée de Province et au Congrès. Au sein de l'hémicycle provincial, il est président de la commission de l'habitat, de l'urbanisme et de l'aménagement du territoire, et prend la tête au Congrès de celle des infrastructures publiques et de l'énergie. Cette dernière fusionne avec la commission des Transports et de la Communication en mai 2013 pour former une nouvelle commission aux compétences élargies chargée des Infrastructures publiques, de l'Aménagement du Territoire, du Développement durable, de l'Énergie, des Transports et de la Communication, dont Georges Naturel reste le président, élu le 17 mai 2013. Il est également à la tête du groupe Rassemblement-UMP au sein de l'assemblée territoriale de 2009 à 2012. Il entre de plus au bureau du Congrès le 13 juillet 2010, en tant que 6e vice-président tout d'abord, puis 5e vice-président du 1er avril au 1er août 2011 puis questeur du 19 août 2011 au 29 août 2012.
À partir des élections municipales de 2014, Georges Naturel décide de ne conserver que son mandat municipal afin de suivre et encadrer le développement « extraordinaire » de sa commune, dont la population évolue de 6 à 7 % par an (un des plus forts taux de la République) pour atteindre aujourd’hui approximativement les 38 000 habitants (18 000 habitants en 2008). À la tête à nouveau de la liste du Rassemblement-UMP, il emporte un second mandat.
Réélu en 2020 à la tête d’une liste baptisée « Pour une ville à votre image » et soutenue par la coalition non-indépendantiste L'Avenir en confiance, il remporte 31 des 39 sièges au conseil municipal.
Il est également président de l’Association française des maires (AFM, affiliée à l’Association des Maires de France et regroupant les premiers magistrats néo-calédoniens non-indépendantistes) de 2019 à 2022.

## Engagement politique national

### Élection au Sénat
Pour les élections sénatoriales de 2023, il décide de se porter candidat à l'un des deux sièges à pourvoir. Mais il n'est pas soutenu par Le Rassemblement-Les Républicains, qui préfère investir le sortant Pierre Frogier et défendre la candidature de Sonia Backès pour le second siège.
Le 24 septembre 2023, il est élu au Sénat dès le premier tour. En raison de la loi sur le non-cumul des mandats, il doit démissionner de son mandat de maire mais reste conseiller municipal de Dumbéa.
Au Sénat, il siège au sein du groupe Les Républicains.

### Prises de positon

#### Sur le dégel du corps électoral provincial en Nouvelle-Calédonie
Lors de l'examen du Projet de loi constitutionnelle portant dégel du corps électoral calédonien, Georges Naturel défend le texte proposé afin d'élargir aux néo-calédoniens natifs ou résidents depuis plus de 10 ans en Nouvelle-Calédonie le droit de vote aux élections des provinces et du Congrès. Il indique notamment que “C’est un texte indispensable, vous avez aujourd’hui pratiquement 20% des électeurs calédoniens qui ne peuvent pas participer à ces votes”. 

#### Sur lesémeutes de mai 2024
Au cours des événements de mai 2024 en Nouvelle-Calédonie, Georges Naturel défend une mise en pause du texte constitutionnel sur le dégel du corps électoral le temps du retour au calme. Il demande au Président de la République l'instauration de l'État d'urgence dès le 15 mai, lequel interviendra dans les heures qui suivent pour une durée de quinze jours.
Tout au long de la crise, il indique que la méthode développée par le gouvernement pour aboutir au dégel n'a pas été la bonne même si le dégel du corps électoral était nécessaire. Il reproche au gouvernement d'avoir voulu forcer un accord global entre les indépendantistes et les non-indépendantistes et soutient que ce dégel devra tout de même avoir lieu, mais au travers d'un accord global entre les forces politiques calédoniennes. Il demande également à ce que le dossier calédonien soit de nouveau la responsabilité du Premier ministre (comme cela était le cas depuis les années 1980) et non pas du Ministre de l'Intérieur et des Outre-mer. Enfin, il demande au gouvernement d'élargir les acteurs politiques à la table des négociations, notamment avec les maires  des communes néo-calédoniennes et pas seulement les groupes politiques au Congrès.
Il indique également que le dégel du corps électoral n'est qu'un élément parmi d'autres dans ces émeutes et développe la responsabilité de certains mouvements indépendantistes radicaux tels que la CCAT dans l'agitation de la jeunesse kanak. Il dénonce également la perte de repères et le sentiment d'absence de perspectives pour cette jeunesse, comme l'une des causes des violences, couplée à la crise économique connue par la Nouvelle-Calédonie depuis la crise du nickel.

#### Opposition à la censure du gouvernement deMichel Barnier
Georges Naturel s'oppose à la censure du gouvernement Barnier en dénonçant le nouveau retard dans les discussions pour le sauvetage économique de l'archipel que la censure a causé.

#### Ingérences étrangères en Nouvelle-Calédonie
À plusieurs reprises, Georges Naturel dénonce les ingérences étrangères en Nouvelle-Calédonie, notamment menées par l'Azerbaïdjan en faveur "d'indépendantistes radicaux". Il indique au Sénat lors des questions au gouvernement que "Cette intolérable ingérence, orchestrée par un régime totalitaire et ultranationaliste, classé parmi les plus corrompus du monde, constitue une tentative flagrante de déstabilisation de notre République et une atteinte inacceptable à notre intégrité nationale", en demandant que des mesures soient prises./

### Sources
1. ↑  Enjeu, analyse et résultats des élections à Dumbéa dans le dossier « Municipales 2008 » des Nouvelles Calédoniennes
2. ↑  Résultat des élections sur le site du ministère de l'Intérieur
3. ↑  C. ALLIX, « Georges Naturel », site officiel de la Province Sud
4. ↑  F. TROMEUR, « Le Médipôle passe le permis », Les Nouvelles Calédoniennes, 15/07/2010
5. ↑  « Sénatoriales : l'indépendantiste Robert Xowie élu au second tour, Sonia Backès battue », La 1ère,‎ 24 septembre 2023 (lire en ligne, consulté le 24 septembre 2023)
6. ↑  Henri Clavier, « Nouvelle-Calédonie : « On ne peut pas tenir des élections provinciales sans le dégel du corps électoral », prévient le sénateur Georges Naturel », sur Public Sénat, 28 mars 2024 (consulté le 31 janvier 2025)
7. ↑  « Violences en Nouvelle-Calédonie : qu'est-ce que l'état d'urgence, dont l'instauration est réclamée par Sonia Backès, Nicolas Metzdorf et Georges Naturel ? », sur Nouvelle-Calédonie la 1ère, 15 mai 2024 (consulté le 31 janvier 2025)
8. ↑  « «En Nouvelle-Calédonie, on n’a pas atteint l’objectif recherché du “vivre-ensemble”», déplore le sénateur Georges Naturel », sur Le Figaro, 16 mai 2024 (consulté le 31 janvier 2025)
9. ↑  « Georges Naturel : "La censure du gouvernement Barnier est catastrophique pour la Nouvelle-Calédonie" », sur Les Nouvelles Calédoniennes, 20 décembre 2024 (consulté le 31 janvier 2025)
10. ↑  « Questions d'actualité au Gouvernement - Ingérence de l'Azerbaidjan en Nouvelle-Calédonie », sur videos.senat.fr (consulté le 31 janvier 2025)
11. ↑  « La France appelle l’Azerbaïdjan à "résoudre ses différends par la diplomatie plutôt que par les ingérences" », sur Les Nouvelles Calédoniennes, 30 janvier 2025 (consulté le 31 janvier 2025)